# ستکلی-سود، کبک
ستکلی-سود (به فرانسوی: Stukely-Sud) روستایی در منطقه شهری مامفرماگوگ ناحیه استری در استان کبک کانادا است. در سرشماری سال ۲۰۱۱ این روستا ۱٬۰۱۶ نفر جمعیت داشته‌است و مساحت آن ۶۶٫۳۱ کیلومتر مربع است.